# 순간 점성술
순간 점성술(瞬間 占星術, horary astrology)은 점성가가 어떤 질문을 받아서 이해한 순간의 천궁도를 구성하여 그 질문에 대한 답을 찾으려 하는 고대 천궁도 점성술의 한 갈래이다. 점성가들 사이에서는 질문을 한 사람 즉 의뢰인의 위치를 사용해야 하는지, 점성가의 위치를 사용해야 하는지에 대한 일치가 없다. 일반적으로, 그들은 가까운 거리에 있지만, 현대에, 많은 점성가들은 온라인이나 전화로 의뢰를 받는다. 예를 들어, 한국에 있는 사람이 미국에 있는 점성가에게 질문을 담은 전자우편을 보내는 경우가 있다. 그러한 경우에, 천궁도는 서로 다르게 된다. 유럽의 점성술사들은 질문자의 위치를 사용하지만, 잉글랜드의 전통 학파들에서는 점성가의 위치의 사용을 옹호하는 강한 목소리가 있다.
순간 질문에 대한 답은 간단히 예나 아니오가 될 수도 있지만, 일반적으로 질문자의 동기, 해당 문제에 포함되는 다른 사람들의 동기 그리고 그들에게 가능한 선택들 등과 같은 것들에 대한 통찰이 요구되므로, 더 복잡하다.

## 역사
인도에서 프라스나 샤스트라(산스크리트어: 프라스나 = 질문)로 알려져 있는 순간 점성술은 수 세기 전부터 실천되어오고 있다. 그것은 인도 아대륙에 걸쳐 여전히 널리 사용되고 있는 베다 점성술의 한 갈래이다. 그것의 더 진보된 방식은 케랄라 주의 아스트라망갈람 프라스나 기법과 데바 프라스나 기법이다. 오늘날까지도 인도의 케랄라 주는 순간 점성술의 전통적인 실천으로 유명하다.
잉글랜드의 점성가 윌리엄 릴리(1602~81년)가 순간 점성술로써 가장 잘 알려진 주요 서양 점성가들 가운데 하나이다.
20세기에 인도의 점성가 크리슈나무르티가 자신의 이름을 딴 체계를 새로운 체계를 고안했고 그것은 마하라슈트라와 인도 남부의 주들에서 널리 실천되고 있다. 그 체계의 주요한 절자척 특징들 가운데 하나는 의뢰인이 1부터 249까지의 숫자 가운데 하나를 선택하게 하면, 그것으로써 천궁도의 상승점이 결정된다는 것이다.

## 접근법
순간 점성술은 스스로의 엄정한 체계를 갖고 있다. 달과 맺는 점성술의 각의 위치는 근본적 중요성을 지닌다. 질문하는 사람 또는 의뢰인(依賴人, querent)은 천궁도에서 첫 번째 하우스의 시작점이 있는 별자리의 주인행성에 의해 상징된다. (질문에 관한 하우스의 주인행성에 대한 분석이 선행되지만) 하우스들의 시작점과 맺는 각들은 점성술의 다른 어떤 부문들에서보다 더 중요하게 여겨진다. 순간 점성술에서 사용하는 다른 핵심 요소들은 달의 교점과 행성의 지점축 대칭 그리고 아랍의 가상점이다.
일반적으로 순간 차트에 대한 해석은 먼저 의뢰대상(依賴對象, quesited)에 대하여 물어온 것을 천궁도의 한 특정 하우스에 할당하는 것으로 시작된다. 예를 들어, "저의 잃어버린 개가 어디있습니까?"라는 질문은 (전통적으로 염소보다) 작은 동물을 담당하는 여섯번째 하우스가 나타낸다. 예를 들어, 만일 여섯번째 하우스의 시작점이 천칭자리에 있다면, 천칭자리의 주인행성인 금성이 잃어버린 개에 대한 운명성(運命星, significator)으로 여겨진다. 그 천궁도에서 금성의 상태(위계와 각 등)가 동물의 위치에 대한 단서가 될 것이다.

## 하우스 할당
점성술의 다른 어떤 부분들에서보다 순간 점성술에서 하우스는 더 결정적인 역할을 한다. 점성가의 선호에 따라서 특정한 하우스 체계가 사용될 수도 있지만, 일반적으로 순간 점성가들은 레기오몬타누스 하우스 체계를 사용한 하우스 분할을 선택한다.
질문의 맥락에 해당하는 올바른 하우스를 선정하는 것이 순간 질문에 대한 올바른 해석의 중심이 되며, 하나의 하우스가 성정되었다면, 그 하우스로부터 파생된 주인 행성이 질문대상으로써 지정된다. 하우스의 시작점별자리를 다스리는 행성은 무엇이든 질문대상이라고 불린다. 예를 들어, 순간 질문이 직업에 관계된 문제라면, 직업과 경력에 관한 본연의 하우스인 10번째 하우스의 주인행성이 질문대상이 될 것이다.
다음은, 불충분하고 부족하지만, 하우스들과 연관성을 지닐 가능성이 있는 것들의 목록이다.:
첫 번째 하우스
의뢰인(질문하는 사람). 삶의 일반적 원기와 생명력. 이것은 질문인의 외모나 기질을 묘사할 수도 있다. 이것은 질문자가 '타고 있는 배'에 비유된다.
두 번째 하우스
의뢰인의 재정과 부 그리고 일반적인 물질적이며 금전적인 소유물. 고정자산과 반대되는 개념의 가동자산. 질문인의 협력자나 후원자, 예를 들면, 법정 소송에서의 그 사람의 변호사. (이동할 수 있는) 개인적인 어떤 물건과 재산. 집과 같은 이동할 수 없는 재산은 네 번째 하우스에 해당된다. 질문인의 어떤 소유물의 가치에 대한 질문은 두 번째 하우스에서 찾을 수 있다. 예를 들면, 자동차를 사고 파는 것에 대해서는 (세 번째가 아닌) 두 번째 하우스를 참고한다.
세 번째 하우스
의뢰인의 형제자매와 이웃 그리고 동네 사람. 그리고 친척과 관계된 일반적인 것도 세 번째 하우스와 연관될 수도 있다. 의사 소통과 계약. 일반적 왕래. 단기간의 여행. 서신과 전자우편, 문서 업무. (자동차는 질문의 맥락에 따라서, 여행에 관해서는 세 번째 하우스가, 자동차의 가치에 관계된 문제나 그것을 사고 파는 일은 두 번째 하우스가 참조 될 수도 있다.)
네 번째 하우스
일반적으로 부모, 그러나 특히 아버지. (인도의 체계에서는 어머니.) 가동자산에 반대되는 개념의 고정자산, 예를 들면, 집과 정원, 과수원 등. 광물과 석유, 땅에 묻혀 있는 보물 그리고 지하의 깊은 곳에서부터 온 어떤 것.
다섯 번째 하우스
자녀, 연애 그리고 성교. 도박, 투기, 놀이 그리고 오락. 식당과 술집, 극장 그리고 음악홀 등을 포함하는 사람을 기쁘게 해주는 또는 여흥을 제공하는 어떤 장소.
여섯번째 하우스
질병과 질환 또는 병약. 질문자가 고용한 배관공이나 전기공 등과 같은 질문자를 위해 일하는 봉사자나 어떤 사람. 전통적으로 염소보다 더 작은 것으로 여겨지는 애완동물과 작은 동물. (더 큰 것은 열두 번째 하우스)
일곱번째 하우스
결혼과 동반자 그리고 사업적이고 개인적인 협력관계. 모든 유형의 경쟁자와 반대자. 이 하우스는 질문자가 인식할 수 있는 알려진 적과 관련된다. 숨겨진 적은 열두 번째 하우스에 있다. 다른 하우스들이 어떤 '나이든 사람'을 상징하는 데 충분치 못하다면, 일곱번째 하우스가 사용될 수 있다.
여덟번째 하우스
죽음과 공포 그리고 근심. 상속재산과 세금 그리고 유언. 일반적으로 이 하우스는 배우자나 적의 재정상태를 나타내는 데에도 사용된다.(아래의 차트 회전참조.)
아홉번째 하우스
장거리 여행 또는 알려지지 않았거나 '이국적인' 곳으로의 여행. 외국인과 외국 땅. 대학교, 그리고 대학 교육에 의해 의학과 법학, 신학 그리고 점성학 등과 같은 특정 과목을 공부하는 학생. 교회와 철학 뿐만 아니라, 환상과 꿈 그리고 종교. 서적. 성지 순례 또는 종교적이나 영적인 이유로 하는 여행.
열번째 하우스
직업과 경력, 고용인 그리고 권위 있는 인물. 희망과 바람 그리고 열망. 이것은 '좋은 운세'의 하우스로 여겨지며 종종 '횡재'에 비유된다. 일반적으로 이 하우스는 직업으로부터 얻는 소득 뿐만 아니라 연금을 추측하는 데에도 사용된다.(아래의 차트 회전참조.)
열두 번째 하우스
비밀과 숨겨진 동기 그리고 적, 포로, 투옥 그리고 자기파멸. 의뢰인에게 아직 알려지지 않은 것. 비자발적 구속이나 감금, 수도원 자발적이며 종교적인 것이 아홉번째 하우스와 연관다. 비밀리에 의뢰인을 해치는 마법이나 방식.

## 차트 회전
게다가, '차트 회전'의 방법을 통해서 부가적인 의미를 얻을 수 있다. 네 번째 하우스는 아버지와 관련되며, 세 번째 하우스가 형제자매와 관련되므로, 점성가는 네 번째 하우스(아버지)부터 세 번째 하우스(형제자매)를 세는 방식으로 천궁도를 회전하여 아버지의 형제자매를 추측할 수 있다. 그렇게, (네 번째 하우스부터 세 번째인) 여섯번째 하우스가 본래 의미에 더하여 아버지의 형제와 자매를 뜻하는데 사용될 수도 있다. 예를 들어, 차트 회전의 방식을 통해, 누군가의 삼촌이나 고모에 대해서는 여섯번째 하우스가, 외삼촌이나 이모에 대해서는 (열번째부터 세 번째인) 열두 번째 하우스가 사용될 수 있다. 회전된 하우스는 본래의 기본 하우스에서 비롯되었지만 다른 파생 하우스 라고 불린다.

## 해석
순간 점성술의 기본 원리는 행성의 위계 그리고 대리에 대한 개념이다. 위계는 본질적인 것과 우발적인 것 이렇게 두 가지의 형태가 있다. 본질적 위계는 한 행성의 황도대의 특정 도수에서의 특징으로써 실제적이거나 좋은 본성을 표출할 수 있는 그것의 능력이다. 예를 들어, 한 천궁도에서 화성이 전갈자리에 있다면, 전통적인 주인지위를 따라서는 그것은 자신의 거주지에 있는 것이고, 그러므로 본질적으로 강력하면서도 행실 바른 화성이라고 여겨진다. 다른 경우, 황소자리에 화성이 있다면, 그것은 손상의 위계에 있고, 따라서 본질적으로 약하다. 어떤 순간 질문에서, 화성이 운명성이라면, 그것의 본질적 위계는 질문대상의 특징에 대한 무엇을 타나낼 것이다. 우발적 위계는 그 행성이 어떻게 "스스로를 발견하는가"를 의미한다. 그러므로, 만일 천궁도에서 한 행성이 전통적으로 좋지 못한 하우스(6번째나 8번째 또는 12번째)에 있는 데다가, 그것이 역행에 있고 유해한 행성(토성이나 화성)과 각을 맺고 있으며, 연소 등의 상태에 있기까지 하다면, 그러함은 우발적 쇠약으로 여겨진다.
예를 들어, 잃어버린 값비싼 반지에 대해서 고찰한다면, 그것의 본래 조건은 값비싼 것이므로 그것은 높은 본질적 위계를 갖는다. 그러나, 그것의 현재 상태는 잃어버린 것이므로 낮은 우발적 위계를 갖는다. 그러한 순간 질문에서 금성이 운명성이 될 수도 있는데, 그것은 (좋은 본질적 위계를 가지는) 황소자리에 있지만, (우발적으로 쇠약해지는) 역행이나 연소에 있을 수도 있다.
그러나, 어떤 순간 점성가들은 역행하는 운명성을 돌아오거나 찾을 수 있는 길한 징조로 여긴다. 만일, 의뢰인의 운명성과 의뢰대상이 서로 각을 맺고 있다면, 특히 더 그러하다. 예를 들어, 충은 그것이 발견될 것이지만, 의뢰인은 그렇게 되기를 거의 바라지 않는다는 것을 암시하는 반면, 삼분위각은 비교적으로 쉽게 찾을 수 있음을 암시한다. 위의 경우, 반지는 찾을 수도 있지만, 그것의 손상된 모양으로 의뢰인에게는 차라리 발견되지 않는 것이 나을 법한 상황을 나타낸다.
춘간 질문에서 대리는 각각의 행성이 서로 어떻게 "대하는지", 호의적인지 비호의적인지를 의미한다. 만일 화성이 황소자리에 있고, 금성이 전갈자리에 있다면, (그성은 황소자리의 주인행성이고, 화성은 전갈자리의 주인행성이기 때문에) 각각의 행성은 서로 다른 행성이 주인이되는 별자리에 있는 것이다. 그러함은 주인지위의 상호 대리라고라고 불리며, 각각의 행성이 손상의 자리에 있다고 해도, 서로 호의적으로 환대한다고 여겨진다. 어떤 순간 질문에서, 대리에 대한 충분한 이해를 위해서는 (그리고 위의 예에서의 불명료함을 더 걷어내기 위해서는) 질문의 영역을 차지하고 있는 여러 운명성들이 서로 어떠한 태도로 상호작용하는지에 대한 해석이 요구된다.

## 참고 문헌
- William Lilly (1602~1681년) 《Christian Astrology》, An Introduction to Astrology, 1647, Astrology Classics 2004
- Marc Edmund Jones: 《Problem Solving by Horary Astrology》, David Mc Kay, 1946
- Derek Appleby: 《Horary Astrology》 R. Reginald/Borgo Press, 1986

## 같이 보기
- 택일 점성술
- 카타르케: 고대의 순간 점성술